# Episodi di Squadra mobile (prima stagione)
La prima stagione della serie televisiva Squadra mobile, composta da 16 episodi, è stata trasmessa in prima visione assoluta in Italia da Canale 5 dal 20 aprile all'8 giugno 2015.
| nº | Titolo                     | Prima TV Italia |
| -- | -------------------------- | --------------- |
| 1  | Festa di compleanno        | 20 aprile 2015  |
| 2  | Un amico nei guai          | 20 aprile 2015  |
| 3  | Una ragazzina in pericolo  | 27 aprile 2015  |
| 4  | Operazione al campo Rom    | 27 aprile 2015  |
| 5  | Dramma in questura         | 4 maggio 2015   |
| 6  | Dov'è Marcello?            | 4 maggio 2015   |
| 7  | Un ragazzo fragile         | 11 maggio 2015  |
| 8  | Uno strano incidente       | 11 maggio 2015  |
| 9  | Terroristi a Roma          | 18 maggio 2015  |
| 10 | Sequestrati in casa        | 18 maggio 2015  |
| 11 | La ricerca della verità    | 25 maggio 2015  |
| 12 | L'orco                     | 25 maggio 2015  |
| 13 | Un uomo in crisi           | 1º giugno 2015  |
| 14 | Il cattivo maestro         | 1º giugno 2015  |
| 15 | Finché morte non ci separi | 8 giugno 2015   |
| 16 | Resa dei conti             | 8 giugno 2015   |

## Festa di compleanno
- Diretto da: Alexis Sweet
- Scritto da: Ezio Abbate, Angelo Carbone, Barbara Petronio

### Trama
In una tranquilla domenica di Roma, Roberto Ardenzi sta per festeggiare il suo compleanno. A rovinargli la festa è una donna che vuole buttarsi nel Tevere con il suo bambino.
- Ascolti Italia: telespettatori 5.032.000 – share 17,85%[2]

## Un amico nei guai
- Diretto da: Alexis Sweet
- Scritto da: Francesco Balletta, Angelo Carbone, Barbara Petronio

### Trama
Ardenzi riceve la visita di un vecchio amico che gestisce un rinomato ristorante a Roma, che gli chiede di risolvere un problema relativo a suo figlio. Intanto vengono portati in Questura un anziano e una minorenne che si faceva pagare per sesso.
- Altri interpreti: Roberto Nobile (Antonio Parmesan)

- Ascolti Italia: telespettatori 4.247.000 – share 18,23%[2]

## Una ragazzina in pericolo
- Diretto da: Alexis Sweet
- Scritto da:

### Trama
La responsabile Zaccardo parla ad Ardenzi e Sabatini di una missione da portare a termine in un vicino campo rom: nel luogo si nasconde un pericoloso latitante, quindi i colleghi dovranno prestare la massima attenzione nel cercare di catturarlo. Nel frattempo Sabatini continua a nascondere la sua vera indole a coloro con cui lavora a stretto contatto.
- Ascolti Italia: telespettatori 4.090.000 – share 14,37%[3]

## Operazione al campo Rom
- Diretto da: Alexis Sweet
- Scritto da:

### Trama
La squadra sta per fare irruzione presso il campo nomadi. Intanto arriva una nuova segnalazione in questura: una donna, figlia di un pentito, è appena stata investita da un'auto misteriosa.
- Ascolti Italia: telespettatori 3.725.000 – share 15,23%[3]

## Dramma in questura
- Diretto da: Alexis Sweet
- Scritto da:

### Trama
Ardenzi e Sandro si occupano del caso di una ragazza pakistana lapidata in strada. Intanto Claudio Sabatini cerca un modo per liberare Bradic, detenuto in attesa di interrogatorio, senza far insospettire i colleghi e facendo in modo che il giovane e inesperto Marcello spari. Per riuscirci Claudio mette in mano al rom una pistola che dopo la tragedia fa sparire senza esser visto da nessuno.
- Ascolti Italia: telespettatori 4.034.000 – share 14,30%[4]

## Dov'è Marcello?
- Diretto da: Alexis Sweet
- Scritto da:

### Trama
Ardenzi è preoccupato per Marcello e vuole capire la dinamica dei fatti. Ma Marcello quando viene messo sotto inchiesta decide di scappare facendo perdere le proprie tracce. Nel frattempo Isa indaga sull'omicidio di una escort mentre Riccardo e Valeria danno la caccia a due ragazzini che rubano alle vecchiette con la scusa di aiutarle a portare a casa la spesa. Ardenzi riuscirà a mettersi in contatto con Marcello che gli chiede di raggiungerlo sulla scalinata del Museo della Civiltà Romana all'EUR e a parlare col ragazzo pochi minuti che lo mette in guardia dicendogli che la Questura non è un posto sicuro e che lui è innocente. Successivamente arriva Claudio e il ragazzo terrorizzato prende la pistola ad Ardenzi e in un primo momento la punta contro di loro per poi puntarla verso sé togliendosi la vita. 
- Ascolti Italia: telespettatori 3.667.000 – share 15,31%[4]

## Un ragazzo fragile
- Diretto da: Alexis Sweet
- Scritto da:

### Trama
L'intera squadra è sconvolta per la morte di Marcello e Ardenzi si sente in parte responsabile e ora vuole cercare di fare chiarezza per capire cosa sia successo veramente. Nel frattempo Sandro e Giacomo scoprono un giro di prostituzione gestito da cinesi dove ragazzine minorenni vengono schiavizzate.
- Ascolti Italia: telespettatori 3.750.000 – share 15,28%[5]

## Uno strano incidente
- Diretto da:
- Scritto da:

### Trama
Dopo l'avviso di garanzia Ardenzi va di fronte al giudice con il suo avvocato e scopre di essere indagato per istigazione al suicidio e a metterlo nei guai è stata proprio la testimonianza di Sabatini e tra i due amici cominciano le incomprensioni. Nel frattempo la squadra ancora scossa per la morte del collega, comincia delle approfondite indagini per chiarire la dinamica dei fatti. Contemporaneamente la squadra indaga sulla morte di un piccolo pregiudicato in quello che apparentemente sembra un incidente successivo alla rapina commessa dalla vittima ai danni di una coppia di fidanzati. Nel frattempo Ardenzi ripercorre i momenti precedenti al suicidio di Marcello e comincia ad intuire la verità.
- Ascolti Italia: telespettatori 3.750.000 – share 15,28%[5]

## Terroristi a Roma
- Diretto da: Alexis Sweet
- Scritto da:

### Trama
Sandro ricorda le parole di Marcello che gli aveva detto poco tempo prima di morire ovvero di aver visto Sabatini in compagnia di una persona che potrebbe essere Bradic. Ardenzi comincia a sospettare di Claudio Sabatini. La Zaccardo riceve una promozione ma decide di proporre il suo posto proprio a Claudio. La squadra deve pianificare un intervento in una villa per la cattura di un pericoloso terrorista ceceno su segnalazione dei servizi russi ma nell'irruzione trovano solo la moglie e la figlia che i russi vogliono prelevare per stanare il terrorista, ma dopo che Ardenzi ha appurato che la donna e la figlia hanno passaporti regolari le fa rimanere in Italia.
- Ascolti Italia: telespettatori 3.888.000 – share 15,42%[6]

## Sequestrati in casa
- Diretto da: Alexis Sweet
- Scritto da:

### Trama
Un direttore di banca e sua moglie vengono sequestrati in casa da finti Finanzieri ma un colpo di pistola da loro esploso mette in allarme la squadra che interviene per risolvere la situazione. Isabella riceve una chiamata da Cristina in lacrime perché il suo fidanzato è tornato da lei e la sta minacciando. Intanto uno spacciatore in carcere accusa Sabatini di esser corrotto e poi successivamente minacciato da Sabatini ritratta. Viene nel frattempo ritrovato il cadavere di Darko Bradic, e Ardenzi inizia a pensare che in tutto ciò sia coinvolto il collega e amico Claudio.
- Ascolti Italia: telespettatori 3.888.000 – share 15,42%[6]

## La ricerca della verità
- Diretto da: Alexis Sweet
- Scritto da:

### Trama
Dopo aver malmenato l'assassino di Cristina, Isabella viene sospesa. Ardenzi e Sandro pedinano il collega Claudio e scoprono che si incontra con Lele Bianchi, un doganiere del porto di Civitavecchia con precedenti di spaccio. La Zaccardo viene contattata dall'Ambasciata degli USA che chiede che venga ricevuto un sensitivo che aveva già supportato l'FBI il quale sostiene di avere avvertito la richiesta di aiuto di una ragazza tenuta prigioniera. Dopo l'iniziale incredulità Ardenzi e Sandro trovano che una ragazza scomparsa alcuni anni prima corrisponde alle caratteristiche riferite dal sensitivo e durante una ispezione un appartamento nel palazzo indicato dal sensitivo, Ardenzi e Giacomo trovano la ragazza tenuta segregata in una stanza segreta insieme ad un bimbo di pochi mesi. Nel frattempo la Zaccardo è stata promossa ed ha lasciato il suo posto a Sabatini.
- Ascolti Italia: telespettatori 3.748.000 – share 14,76%[7]

## L'orco
- Diretto da: Alexis Sweet
- Scritto da:

### Trama
La Zaccardo ha avuto la promozione e comunica ad Ardenzi che ora toccherà a Claudio Sabatini dirigere la sezione della Squadra Mobile. Ardenzi interroga Lele Bianchi per ottenere prove contro Claudio ma Bianchi viene scarcerato. Isabella e Valeria intervengono chiamate da una madre la cui figlia era stata molestata da un uomo che abita nello stesso palazzo, il quale dopo essere stato scarcerato è tornato a vivere nella stessa casa e tiene la musica ad alto volume suonando sempre la stessa canzone che ricorda alla ragazza gli episodi passati causandole un crollo nervoso. Dopo pochi giorni l'uomo viene trovato ucciso.
- Ascolti Italia: telespettatori 3.748.000 – share 14,76%[7]

## Un uomo in crisi
- Diretto da: Alexis Sweet
- Scritto da: Ezio Abbate

### Trama
Viene ritrovato il cadavere di Lele Bianchi nel Tevere dopo esser stato ucciso da Sabatini e dalla sua amante. Nel frattempo Sabatini viene promosso capo della sezione e inizia a tramare qualcosa per allontanare Ardenzi dalla questura oltre a tiranneggiare tutta la squadra. Una delle partecipanti al corso di Isabella viene sfigurata con l'acido dal suo ex fidanzato che viene arrestato e con un atteggiamento strafottente dice che in poco tempo sarà fuori suscitando le ire di Isabella che è costretta a trattenersi. Nel mentre Ardenzi e Sandro cercano di convincere un falegname vessato dal fisco a non darsi fuoco insieme ai suoi figli.
- Ascolti Italia: telespettatori 3.701.000 – share 15,59%[8]

## Il cattivo maestro
- Diretto da: Alexis Sweet
- Scritto da:

### Trama
Con l'aiuto della squadra, Ardenzi, ha deciso di voler smascherare Sabatini e pensa bene di partire dalla ricerca della pistola con cui è stato ucciso Bradic che Sabatini potrebbe nascondere a casa sua. Sabatini chiede a Riccardo di tenerlo informato sulle mosse di Ardenzi, Riccardo finge di acconsentire e si accorda con Ardenzi per fornire a Sabatini false informazioni. Mentre Ardenzi si occupa di un caso di pedofilia, Riccardo ottenuto un calco delle chiavi di casa di Sabatini vi si reca insieme a Sandro e Isabella per cercare la pistola e con loro grande sorpresa si trovano in una villa extra lusso con piscine esterne e interne ma vengono interrotti  dall'arrivo dell'amante di Sabatini ed escono precipitosamente. Inoltre Ardenzi riuscirà finalmente a confessare a sua figlia Mauretta come è morta veramente sua madre. 
- Ascolti Italia: telespettatori 3.701.000 – share 15,59%[8]

## Finché morte non ci separi
- Diretto da: Alexis Sweet
- Scritto da:

### Trama
La Zaccardo comunica ad Ardenzi il suo trasferimento alla questura di Viterbo e nel frattempo è il giorno del matrimonio di Valeria. Vanessa incontra la compagna di Bianchi per recuperare il tablet con le indicazioni sul carico di droga, poi le punta la pistola per ucciderla ma all'ultimo momento non ci riesce e la lascia andare, la donna si accorge del pericolo e scappa, recandosi in Questura per parlare con Ardenzi ma vedendo Sabatini si spaventa e va via. Giulio viene picchiato da un uomo con cui ha dei debito di gioco che viene poi arrestato da Roberta e Isabella con l'aiuto di Giacomo. Riccardo accompagna Valeria in chiesa, la scongiura di non sposarsi e le dichiara il suo amore ma lei nonostante sia commossa scende dall'auto e si avvia all'altare, Riccardo sopraffatto dalla tristezza si attacca alla bottiglia e poi, in forte stato di alterazione inveisce contro Sabatini che è giunto nel momento dell'uscita degli sposi. La squadra ha poco tempo per incastrare Sabatini ovvero devono trovare la pistola che ha ucciso Bradic e cercare di fermare un grosso carico di droga che Claudio sta per concludere. Sandro riesce ad individuare il box giusto e insieme ad auto fuoriserie ci trova la pistola di Sabatini e questa scoperta può essere pericolosa.
- Ascolti Italia: telespettatori 4.464.000 – share 17,91%[9]

## Resa dei conti
- Diretto da: Alexis Sweet
- Scritto da:

### Trama
Sandro è stato ferito gravemente da Vanessa e viene portato in ospedale. Ardenzi riesce a recuperare la pistola di Sabatini e può provare la sua colpevolezza. Riccardo e Isabella si appostano vicino a casa di Sabatini ma non possono impedire la fuga di Vanessa. Sabatini rischia di essere ucciso dagli amici di Bradic durante lo scambio di droga ma viene salvato dal narcotrafficante Enrique.  Ormai alle strette Claudio vuole recuperare tutto quello che può per poi fuggire all'estero. Intanto Ardenzi gli sta addosso e ha inizio la resa dei conti. La compagna di Lele Bianchi viene fermata a Fiumicino mentre cerca di imbarcarsi con documenti falsi e chiede di parlare solo con Ardenzi rivelando circostanze che inchiodano Sabatini ed identificando Vanessa come la compagna di questi, la Zaccardo che assiste all'interrogatorio da dietro lo specchio scoppia in lacrime rendendosi conto di essere stata usata. Ardenzi sorprende Sabatini nel box e questi prima cerca di corromperlo e poi cerca di sparargli ma ha la peggio e viene ferito e arrestato. Portato in ospedale viene fatto fuggire da Vanessa ed Enrique lasciando un messaggio: "Ci rivedremo amico". 
- Ascolti Italia: telespettatori 4.464.000 – share 17,91%[9]